# Niezniszczalni (album)
Niezniszczalni – czternasty album studyjny grupy Fanatic, wydany 9 listopada 2012 roku przez Lemon Records. Zawiera 10 premierowych utworów. Album został wydany w formie płyty CD z książeczką, w której zamieszczone były m.in. zdjęcia zespołu wraz z tekstami piosenek. Album dostępny był w większości kiosków i saloników prasowych oraz innych punktach sprzedaży prasy i uzyskał status platynowej płyty.

## Lista utworów
1. Hello (muz. Fanatic, sł. Krzysztof Daniluk)
2. Taka jest miłość (muz. i sł. Jan Bańkowski)
3. Jesteś mym marzeniem (sł. i muz. Fanatic)
4. Nie chcę wolności (muz. Fanatic, sł. Krzysztof Daniluk)
5. Niespełniona miłość (muz. Fanatic, sł. Krzysztof Daniluk)
6. Otwórz serce swe (muz. Fanatic, sł. Krzysztof Daniluk)
7. Czemu tak (muz. i sł. Fanatic)
8. Tylko ty i ja (muz. Fanatic, sł. Krzysztof Daniluk)
9. To właśnie jest ta (muz. i sł. Fanatic)
10. Serca dwa (muz. i sł. Fanatic)